# John William Griggs
John William Griggs (Newton, 10 luglio 1849 – Paterson, 28 novembre 1927) è stato un politico statunitense.

## Biografia
Fu il 44º Procuratore generale degli Stati Uniti sotto il Presidente William McKinley.
Inoltre è stato anche il 29º Governatore del New Jersey. Studiò al Lafayette College, si sposò due volte, la prima con Carolyn Webster Brandt, la seconda con Laura Elizabeth Price.